# Nesticus anagamianus
Espèce
Nesticus anagamianus est une espèce d'araignées aranéomorphes de la famille des Nesticidae.

## Distribution
Cette espèce est endémique du Japon.

## Publication originale
- Yaginuma, 1976 : Nesticid spiders (Araneae, Nesticidae) of Kôchi Prefecture, Shikoku, Japan. Journal of the Speleological Society of Japan, vol. 1, p. 16-27.